# Государственная граница Беларуси

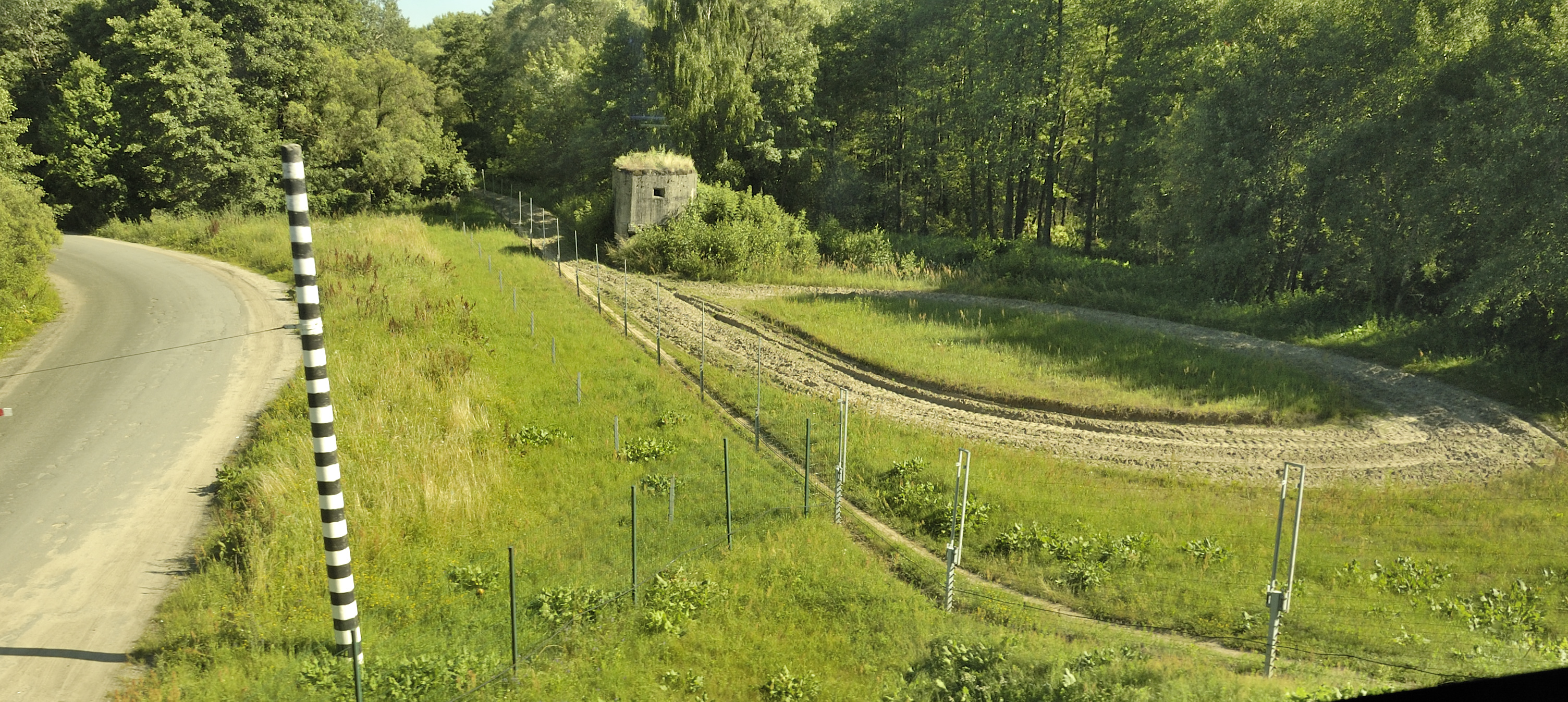
Белорусско-польская граница в Бресте

Государственная граница Республики Беларусь — линия и проходящая по этой линии вертикальная поверхность, которая определяет границы Республики Беларусь — суши, вод, недр и воздушного пространства. Протяжённость белорусской границы составляет 3617 км .

## Границы
| Граница Беларуси | Граница Беларуси  |
| Страна           | Протяженность, км |
| ---------------- | ----------------- |
| Латвия           | 173               |
| Литва            | 679               |
| Польша           | 398               |
| Россия           | 1283              |
| Украина          | 1084              |

Наибольшую протяженность имеет граница с Россией (1283 км), наименьшую — с Латвией (173 км).
Прохождение государственной границы Беларуси с сопредельными государствами в настоящее время определено следующими договорами:
- с Республикой Польша — договором между СССР и ПНР о советско-польской государственной границе от 16 августа 1945 года (в порядке правопреемства)
- с Латвийской Республикой — договором об установлении государственной границы между Республикой Беларусь и Латвийской Республикой от 21 февраля 1994 года[4]
- с Литовской Республикой — договором о белорусско-литовской государственной границе от 6 февраля 1995 года[5].
- Статус государственной границы с Украиной[6] и Российской Федерацией, придан постановлением Верховного Совета Республики Беларусь от 11 июня 1993 года, однако имеются международные договора между Беларусью и Украиной, и между Беларусью и Россией, в которых они взаимно признают территориальную целостность в существующих границах.

## Стыки с сопредельными государствами
Республика Беларусь имеет пять стыков государственной границы с сопредельными государствами:
- стык с Латвией и Литвой — делимитация и демаркация завершены в 2001 году, установлен пограничный знак «Людвиново».
- стык с Литвой и Польшей — делимитация завершена 16 сентября 2009 года, демаркация — 30 мая 2012 года, установлен пограничный знак «Марыха»; Стык государственных границ Беларуси, Литвы и Польши находится посередине реки Марыха и обозначен на местности пограничным знаком с одноимённым названием — «Марыха». Пограничный знак состоит из пограничного столба Беларуси, пограничного столба Литвы и пограничного столба Польши, установленных на территории соответствующего государства. На каждом пограничном столбе имеется государственный герб государства, на территории которого он установлен, и табличка с названием пограничного знака.
- стык с Латвией и Россией — делимитация завершена 28 января 2010 года. Точка стыка их границ находится в слиянии рек Неверица и Синюха (Зилупе), которое расположено недалеко от места, известного как «Курган Дружбы». Совместная комиссия организует работы по обозначению стыка государственных границ специальным пограничным знаком «Неверица»[7].
- стык с Россией и Украиной — ведутся трехсторонние переговоры по вопросам демаркации границы[8].
- стык с Польшей и Украиной — ведутся консультации о заключении соответствующих международных договоров об их установлении[9].